# ワクサカソウヘイ
ワクサカソウヘイ（1983年11月11日 - ）は、日本の文筆家・脚本家・舞台制作業・コント作家。

## 人物
東京都出身。ルポとコントをフィールドにして活動。
東京都と鳥取県の二拠点生活を営む。男性ブランコの単独ライブで演出を担当している。

## 著作
- 中学生はコーヒー牛乳でテンション上がる(2009/4 情報センター出版局)
- 夜の墓場で反省会(2014/2 東京ニュース通信社)
- 今日もひとり、ディズニーランドで(2014/4 イーストプレス)
- 珍生物図鑑(2015/8 エイ出版社)
- 男だけど、(2015/10 幻冬舎)
- ふざける力(2015/12 コア新書)
- 変な鳥ヤバい鳥どでか図鑑(2017/8エイ出版社)
- 今日もひとり、ディズニーランドで(2018/8 幻冬舎文庫)
- 動物たちの青春白書(2019/5 エイ出版社)※小林朋道との共著
- ヤバい鳥(2019/7 エイ出版社)
- ふざけながらバイト辞める学港(2020/6 汽水空港)※山下陽光、ワクサカソウヘイによるトークイベントの内容が収録されている。
- 絶対作文集（2021/12 合同会社おばけ）※PDF版書籍
- 磯ZINE創刊号（2021/5 汽水空港）※責任編集
- 磯ZINE最終号（2022/2 汽水空港）※責任編集
- 出セイカツ記 衣食住という不安からの逃避行（2022/10 河出書房新社）
- 園芸グランドスラム（2023/11/11 合同会社おばけ） ※責任編集
- 完全版・夜の墓場で反省会（2023/11/12 合同会社おばけ）